# پویایی گروه
پویایی گروه عبارت است از رشته‌ای تحقیقاتی که هدفش پیشبرد دانش انسان در مورد گروه‌ها، قوانین تکوین و تحول آن‌ها و روابط متقابل گروه‌ها با افراد، دیگر گروه‌ها و مؤسسات بزرگ است.

## گروه
گروه عبارت است از دو یا چند نفر که به هم وابسته‌اند و با تعامل اجتماعی، بر یکدیگر تأثیر می‌گذارند.

## کشف گروه‌ها

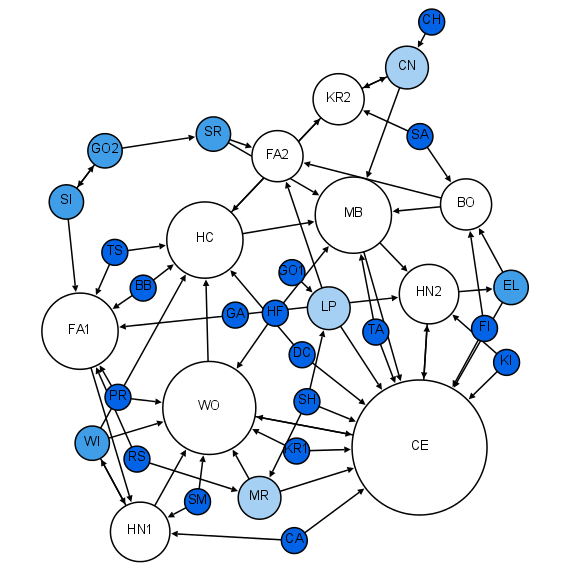
سوسیوگرام مورنو روابط بین دانش آموزان کلاس اولی را نشان می دهد - تمایل به نشستن روی یک میز.

رشتهٔ پویایی گروه در دورهٔ پنجاه ساله ۱۸۹۰ تا ۱۹۴۰ پدید آمد. در این دوران عده‌ای از روان شناسان، جامعه‌شناسان و متخصصان سایر حوزه‌های مربوطه به گروه‌ها علاقه‌مند شدند. روان شناسان و جامعه شناسان تقریباً در اوایل قرن بیستم به‌طور هم‌زمان گروه‌ها را «کشف» کردند. جامعه شناسانی که در صدد تبیین نقش نظام‌های دینی، سیاسی، اقتصادی و آموزشی در حفظ جامعه بودند به نقش گروه‌ها در حفظ نظم اجتماعی اشاره کردند. برای مثال امیل دورکیم اظهار می‌داشت فردی که عضو گروه دوستان، خانواده یا هم‌کیشان نیست بی‌هویت می‌شود و بیشتر احتمال دارد خودکشی کند. همچنین چارلز هورتون کولی بر نقش مهم گروه‌های اولیه تأکید داشت یعنی گروه‌های کوچکی که در آن‌ها تعاملات رو در رو، وابستگی متقابل و همانندسازی شدید اعضا با گروه به چشم می‌خورد. به نظر کولی گروه‌های اولیه چون خانواده، گروه هم‌بازی‌ها و گروه همسالان صمیمی اساس تشکیل ماهیت اجتماعی و افکار و عقاید افرادند.